# Dominic Dale
Dominic Dale (geboren als Christopher Dale, Coventry, 29 december 1971) is een in Engeland geboren Welshe snookerspeler die in 1992 prof werd. Hij won in 1997 de Grand Prix en in 2007 de Shanghai Masters. In 1999 bereikte hij zijn hoogste positie op de WPBSA-wereldranglijst, toen hij daarop negentiende werd. Dale maakte zijn hoogste officiële break op het UK Championship 1999, toen hij in één beurt 145 punten scoorde. Hij luistert naar de bijnaam Spaceman.

## Biografisch
Dale won de Grand Prix in '97 door als nummer 54 op de wereldranglijst in de finale met 9-6 van John Higgins te winnen, destijds de nummer twee van de wereld. Eerder dat toernooi versloeg hij Karl Burrows, Andy Hicks, Steve Davis, Dave Harold, Chris Small en Jimmy White. Toen Dale tien jaar later de Shanghai Masters won, klopte hij in de finale zijn trainingspartner Ryan Day met 10-6, nadat hij eerst met 2-6 achter stond.
Dale heeft de naam een van de extravertere types te zijn in het professionele snookercircuit. Zo draagt hij doorgaans felgekleurde pakken, verscheen hij van de één op de andere dag met een volledig geblondeerde haardos aan tafel en zingt hij graag. Na zijn overwinning op de Shanghai Masters 2007 zong hij My Way voor het publiek. Toen voormalig wereldkampioen Terry Griffiths datzelfde jaar zestig jaar oud werd, zong Dale tijdens een live-uitzending van de Grand Prix Happy birthday voor hem.

## Belangrijkste resultaten

### Rankingtitels
| #  | Seizoen     | Toernooi         | Verliezend finalist | Verliezend finalist | Score |
| -- | ----------- | ---------------- | ------------------- | ------------------- | ----- |
| 1. | 1997 / 1998 | World Open       | John Higgins        | SCO                 | 9-6   |
| 2. | 2007 / 2008 | Shanghai Masters | Ryan Day            | WAL                 | 10-6  |

### Wereldkampioenschap
Hoofdtoernooi (laatste 32 of beter):
| #   | Seizoen     | Editie  | Prestatie   | Extra                                  |
| --- | ----------- | ------- | ----------- | -------------------------------------- |
| 1.  | 1996 / 1997 | WK 1997 | Laatste 16  | Verloor met 13-5 van John Higgins      |
| 2.  | 1998 / 1999 | WK 1999 | Laatste 32  | Verloor met 10-6 van Nigel Bond        |
| 3.  | 1999 / 2000 | WK 2000 | Kwartfinale | Verloor met 13-9 van Joe Swail         |
| 4.  | 2001 / 2002 | WK 2002 | Laatste 32  | Verloor met 10-2 van Jimmy White       |
| 5.  | 2003 / 2004 | WK 2004 | Laatste 32  | Verloor met 10-7 van Mark Williams     |
| 6.  | 2010 / 2011 | WK 2011 | Laatste 32  | Verloor met 10-2 van Ronnie O'Sullivan |
| 7.  | 2011 / 2012 | WK 2012 | Laatste 32  | Verloor met 10-7 van Judd Trump        |
| 8.  | 2012 / 2013 | WK 2013 | Laatste 32  | Verloor met 10-5 van Judd Trump        |
| 9.  | 2013 / 2014 | WK 2014 | Kwartfinale | Verloor met 13-12 van Barry Hawkins    |
| 10. | 2023 / 2024 | WK 2024 | Laatste 32  | Verloor met 10-1 van Kyren Wilson      |